# Neuquenraptor
Neuquenraptor (Araucanoraptor) foi um dos primeiros dinossauros dromaeosaurídeos encontrados no Hemisfério Sul. Ele foi descoberto na Patagônia, Argentina, no início de 2005. O seu nome corresponde a sua localização, Neuquén, Argentina e raptor que significa "ladrão". O Neuquenraptor media 2,5 metros de comprimento e pesaria aproximadamente 30 kg. Ele viveu durante o Cretáceo Superior.
Apelidado de Neuquén, na Argentina, o lugar de sua descoberta, Neuquenraptor argentinus foi descrito no início de 2005 pelos paleontólogos Fernando Novas, do Museu Argentino de Ciências Naturais Bernardo Rivadavia, e Diego Pol, da Universidade do Estado de Ohio (EUA). Os restos mortais conhecidas consistem de apenas um pé e outros fragmentos de ossos.
Até a descoberta do Neuquenraptor, todos os dromeossaurídeos tinham sido encontrados na América do Norte, no norte da Europa, na China e na Mongólia. Os cientistas acreditavam que o único continente habitado por dromeossauros era a Laurásia, ou seja, no Hemisfério Norte.